# For All Kings
For All Kings é o décimo primeiro álbum da banda de thrash metal americana Anthrax, lançado em fevereiro de 2016. O álbum, sucessor de Worship Music, de 2011, é o primeiro do guitarrista Jon Donnais na banda, que entrou substituindo Rob Caggiano. As composições começaram ainda em 2012, mas a banda só entrou em estúdio em 2014.

## Faixas
| N.º            | Título                  | Duração |  |
| 1.             | "Impaled"               | 1:31    |  |
| 2.             | "You Gotta Believe"     | 6:00    |  |
| 3.             | "Monster at the End"    | 3:55    |  |
| 4.             | "For All Kings"         | 5:00    |  |
| 5.             | "Breathing Lightning"   | 5:37    |  |
| 6.             | "Breathing Out"         | 0:55    |  |
| 7.             | "Suzerain"              | 4:53    |  |
| 8.             | "Evil Twin"             | 4:40    |  |
| 9.             | "Blood Eagle Wings"     | 7:53    |  |
| 10.            | "Defend/Avenge"         | 5:13    |  |
| 11.            | "All of Them Thieves"   | 5:14    |  |
| 12.            | "This Battle Chose Us!" | 4:53    |  |
| 13.            | "Zero Tolerance"        | 3:48    |  |
| Duração total: | Duração total:          | 59:34   |  |

## Créditos
- Joey Belladonna – vocal
- Scott Ian – guitarra base, backing vocals
- Frank Bello – baixo, backing vocals
- Charlie Benante – bateria
- Jon Donnais  – guitarra solo

## Desempenho comercial
| Paradas musicais(2016)                 | Posição |
| -------------------------------------- | ------- |
| Austrália (ARIA)                       | 12      |
| Áustria (Ö3 Austria Top 40)            | 14      |
| Bélgica (Ultratop Flandres)            | 36      |
| Bélgica (Ultratop Valônia)             | 16      |
| Canadá (Billboard)                     | 14      |
| República Tcheca (ČNS IFPI)            | 10      |
| Países Baixos (Dutch Charts)           | 50      |
| Finlândia (Suomen virallinen lista)    | 4       |
| Alemanha (Offizielle Deutsche Charts)  | 5       |
| Hungria (MAHASZ)                       | 17      |
| Irlanda (IRMA)                         | 54      |
| Itália (FIMI)                          | 46      |
| New Zealand Albums (Recorded Music NZ) | 33      |
| Norwegian Albums (VG-lista)            | 25      |
| Polónia (ZPAV)                         | 35      |
| Suécia (Sverigetopplistan)             | 49      |
| Suíça (Schweizer Hitparade)            | 8       |
| Reino Unido (Official Albums Chart)    | 21      |
| Estados Unidos (Top Hard Rock Albums)  | 1       |
| Estados Unidos (Billboard 200)         | 9       |